# Jimi Tauriainen
Jimi Weikko Tauriainen (* 8. März 2004 in Helsinki) ist ein finnischer Fußballspieler.

## Werdegang
Jimi Tauriainens älterer Bruder Julius ist ebenfalls Fußballprofi. Die beiden entstammen einer Familie von Fußballspielern: ihr Vater Pasi sowie ihr Onkel Vesa waren finnische Nationalspieler, ihr Onkel Kimmo war ebenfalls als Fußballprofi aktiv.

### Im Verein
Jimi Tauriainen begann seine Fußballkarriere im Alter von fünf Jahren beim FC Wild in Veikkola, bei dem auch schon sein älterer Bruder Julius spielte. Ihm folgte er mit zwölf Jahren in die Jugend des finnischen Rekordmeisters HJK Helsinki. Im Frühjahr 2020 absolvierte er Probetrainings in Italien bei Juventus Turin und Inter Mailand sowie in England beim FC Chelsea, der den 16-Jährigen anschließend ab dem Sommer 2020 in seine Jugendabteilung aufnahm. Kurz nach seinem 17. Geburtstag stattete ihn der Verein 2021 mit seinem ersten Profivertrag aus, der wenig später im Sommer desselben Jahres vorzeitig verlängert wurde. Zunächst kam Tauriainen weiterhin in der U18 der Londoner zum Einsatz, ehe er 2022 in die U21-Mannschaft aufrückte. Während er bis dahin hauptsächlich auf der Position des Flügelstürmers aktiv gewesen war, erhielt er dort eine neue Rolle als zentraler Mittelfeldspieler.
Ende Februar 2024 stand Tauriainen beim Finale des EFL Cup gegen den FC Liverpool erstmals im Kader der Profimannschaft unter Trainer Mauricio Pochettino, kam dort jedoch nicht zum Einsatz. Sein Debüt in der Profimannschaft gab er wenige Tage später im FA Cup gegen Leeds United, als er in der Schlussphase des Spiels eingewechselt wurde. In der Premier League gehörte er in der folgenden Zeit einige Male dem Spieltagskader an, ohne zunächst zum Einsatz zu kommen, ehe er dort Anfang Mai in der Partie gegen Tottenham Hotspur nach Einwechslung in der Nachspielzeit ebenfalls debütierte.

### Nationalmannschaft
Tauriainen durchlief ab 2019 beginnend mit der U15 verschiedene finnische Nachwuchs-Nationalmannschaften. Zuletzt gehörte er 2022 dem Kader der U19-Auswahl an.